# 菅家喜六

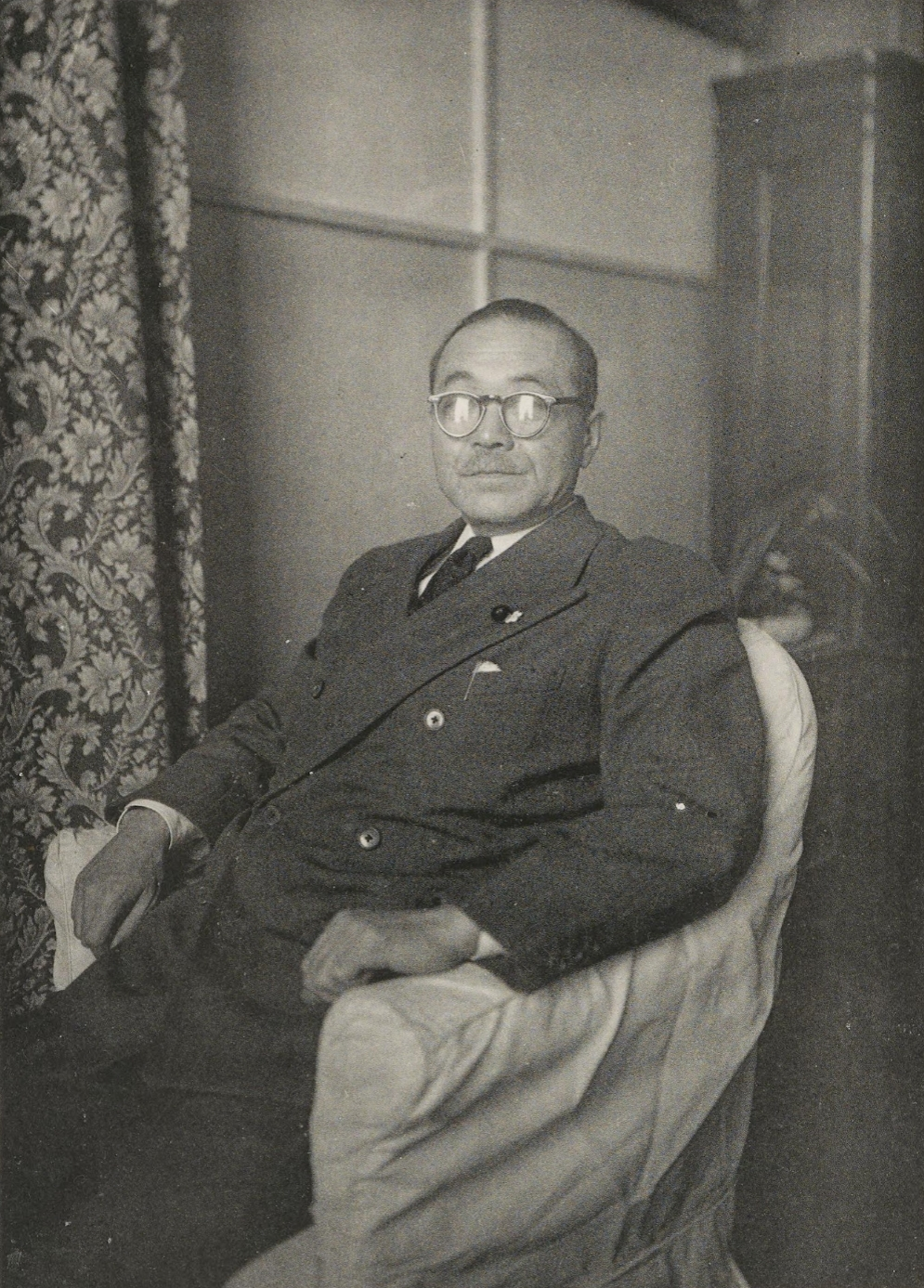
1953年撮影

菅家 喜六（かんけ きろく、1894年7月23日 - 1967年7月24日）は、日本の政治家。自由民主党の衆議院議員（4期）。

## 来歴
福島県出身。1912年福島県教員養成所（のち福島大学教育学部、現・人間発達文化学類）卒。福島民報記者、郡山町議、（のち郡山市議）、郡山市会副議長、福島県議、福島民友新聞社長、郡山商工会議所副会頭となり、1949年の第24回衆議院議員総選挙において福島2区から民主自由党公認で立候補し初当選し、4期務める。第4次吉田内閣の厚生政務次官、衆議院議院運営委員長、決算委員長を歴任した。1960年の第29回衆議院議員総選挙で落選、政界を引退した。1967年、勲二等瑞宝章受章。この他会津興発（株）、三喜産業（株）各社長などを歴任した。